# Traje anti-G
O Traje anti-G é um traje inventado por canadenses e usado por aviadores e astronautas que estão sujeitos a elevados níveis de força de aceleração ("Gs"). Ele é projetado para impedir o desmaio e a visão negra (perda de consciência induzida), causada pelo acúmulo de sangue na parte inferior do corpo quando em aceleração, privando o cérebro de sangue. Os desmaios tem causado uma série de acidentes aéreos fatais.